# Bergö (Flaka, Lemland, Åland)
Bergö är ett skär på Åland (Finland). Det ligger i Skärgårdshavet och i kommunen Lemland i landskapet Åland, i den sydvästra delen av landet. Ön ligger omkring 16 kilometer sydöst om Mariehamn och omkring 270 kilometer väster om Helsingfors.
Det ligger i Flakaviken i den östra delen av kommunen. Öns area är 2,1 hektar och dess största längd är 270 meter i nord-sydlig riktning. Bergö har fasta Åland och Apalholm i norr och Flakaviken i öster. I söder ligger Sundskärsfjärden med Grillskär och Herröskatan i sydost. I väster ligger Högholm och Äspholm. Norr om Äspholm ligger en annan Bergö.